# Hans Goedkoop
Hans Goedkoop (Ermelo, 23 augustus 1963) is een Nederlands historicus en literatuurcriticus. Hij is vooral bekend als presentator van Andere Tijden, een geschiedenisprogramma van de NTR en VPRO.

## Loopbaan
Van 1988 tot 1990 werkte Goedkoop voor de Haagse Post en van 1991 tot 1995 voor diverse televisieprogramma's van de VPRO. Sinds 1995 schrijft hij voor NRC Handelsblad over Nederlandse literatuur. Hij promoveerde cum laude in 1996 op de biografie van Herman Heijermans, Geluk. Hij kreeg hiervoor ook de Henriëtte de Beaufort-prijs en de Dordtprijs voor de biografie.
Van 2000 tot en met december 2019, toen Astrid Sy hem opvolgde, was Goedkoop presentator van Andere Tijden, het geschiedenisprogramma van de NTR en VPRO.
In 2004 verscheen Een verhaal dat het leven moet veranderen: een essaybundel over de relatie tussen hedendaagse Nederlandse literatuur en de werkelijkheid. Veel materiaal uit de bundel verscheen al eerder in NRC Handelsblad.
Goedkoop was initiatiefnemer en presentator van de dertiendelige televisieserie De Gouden Eeuw, die van december 2012 tot maart 2013 bij de NTR/VPRO werd uitgezonden. Tegelijkertijd ging in het Amsterdam Museum de tentoonstelling De Gouden Eeuw, proeftuin van onze wereld van start; samen met de samensteller daarvan, Kees Zandvliet, schreef hij het gelijknamige boek. In april 2015 ging de VPRO-serie De ijzeren eeuw over Nederland in de negentiende eeuw van start, die hij eveneens presenteerde.
Goedkoop werkt sinds de jaren negentig aan een biografie van Renate Rubinstein in opdracht van het Fonds voor Bijzondere journalistiek. Over de datum van verschijnen bestaat geen zekerheid. Eind 2015 verscheen Iedereen was er: Een feest voor Renate Rubinstein, een paperback waarin de avond waarop ze haar vijftigste verjaardag viert, centraal staat.
In 2018 presenteerde Goedkoop op de NTR de zevendelige serie 80 Jaar Oorlog over de Tachtigjarige Oorlog en de Nederlandse Opstand.
In 2022 hield Hans Goedkoop tijdens de 4 mei-bijeenkomst in de Nieuwe Kerk in Amsterdam een rede, getiteld Wat niet mag, over het recht, de beschaving, het kompas voor goed en kwaad, de banaliteit van het kwaad en de regels en routines die zich voordoen als het recht, maar net de geest daarvan ontberen. Hij sprak daarin over de eigen gevangenenrechtspraak in het concentratiekamp Bergen-Belsen geinitieerd door Abel Herzberg en medegevangenen, ook juristen, en betrok ook de oorlog in Oekraïne in zijn beschouwing.
Op 3 februari 2023 ging de documentaire 'Sporen van Indië' in première in Amersfoort. Goedkoop werkte voor deze filmisch opgezette bioscoopdocumentaire de landelijke geschiedenis tussen Nederland en Nederlands-Indië uit aan de hand van voorbeelden uit de stad Amersfoort. Hierbij werkte hij samen met lokale filmmakers Reda van der Putten en Stijn Lauwen. De film ontving lovende recensies en publieksreacties en behaalde op 1 mei 2023 de status van Kristallen Film met 10.000 bioscoopbezoekers.
Op 29 september 2023 werd Goedkoop door de Rijksministerraad voorgedragen voor benoeming bij koninklijk besluit met ingang van 5 oktober 2023, als opvolger van Peter van der Velden, als lid van het Kapittel voor de Civiele Orden.